# Ziboriumvelum

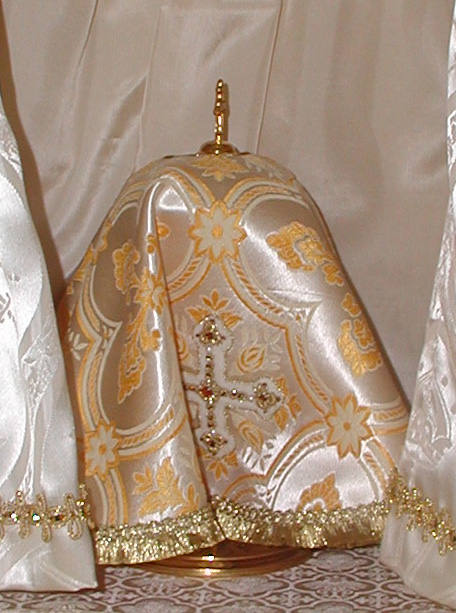
Ziborium mit dem Ziboriumvelum

Ein Ziboriumvelum (lat. ciborium „Trinkbecher“; velum „Segel, Hülle“) ist ein in der katholischen Kirche gebräuchliches Parament. Es bedeckt das Ziborium, einen Speisekelch mit Deckel, in dem im Tabernakel die bei der Heiligen Messe konsekrierten Hostien aufbewahrt werden. 

## Formen
Es handelt sich dabei um einen Umhang aus Stoff, der verschiedene Formen haben kann, auf der Spitze des Ziboriumdeckels befestigt wird und von dort um das Ziborium herumfällt. Am häufigsten ist ein kreisförmiges Velum mit einer Öffnung in der Mitte, durch die die Spitze des Deckels – häufig ein Kreuz – ragt. Auch Velen in Form eines Dreiviertelkreises oder eines Rechtecks sind gebräuchlich; ihre Langseite wird mit einer Schnur gerafft und an der Spitze des Deckels befestigt. Schließlich kann das Velum auch aus sechs Streifen bestehen, die zu einem Häubchen zusammengenäht sind. Das Ziboriumsvelum ist weiß oder goldfarben. Das Material ist nicht vorgeschrieben. Am häufigsten ist Seide, auch Tüll oder Spitze wurden verwendet. Viele Velen sind mit religiösen Symbolen bestickt, manche haben Fransen oder eine Borte am Saum.

## Geschichte
Die Aufbewahrung des Allerheiligsten in einem Ziborium wurde erst etwa ab dem 14. Jahrhundert üblich. Vorher wurden die konsekrierten Hostien in einem Korporale oder auf einer Patene aufbewahrt, die von einem Tuch (Velum) überdeckt sein konnte. Im Mittelalter gab es auch die hängende Aufbewahrung in einer Pyxis oder einem Gefäß in Form einer Taube, die meist einem Velum verhüllt waren. 1287 schrieb eine Synode in Lüttich vor, dass bei Versehgängen das Gefäß mit der Wegzehrung mit einem Tuch verhüllt sein müsse.
Vorgeschrieben wurde der Gebrauch eines Ziboriumsvelums erstmals im 16. Jahrhundert von Karl Borromäus, und zwar sollte es aus Goldbrokat bestehen und goldene Fransen haben. Überall durchgesetzt hat sich der Gebrauch des Ziboriumsvelums jedoch erst ab dem 19. Jahrhunderts.